# Zaouiat Bougrine
Zaouiat Bougrine (arabiska: زاوية بوكرين) är en ort i Marocko, som i folkräkningen räknas som stad i landskommunen Ain Timguenai. Den ligger i provinsen Sefrou och regionen Fès-Meknès, 220 km öster om huvudstaden Rabat. Antalet invånare var 4 112 vid folkräkningen 2014.